# Ozarkbergen
För andra betydelser, se Ozark (olika betydelser).

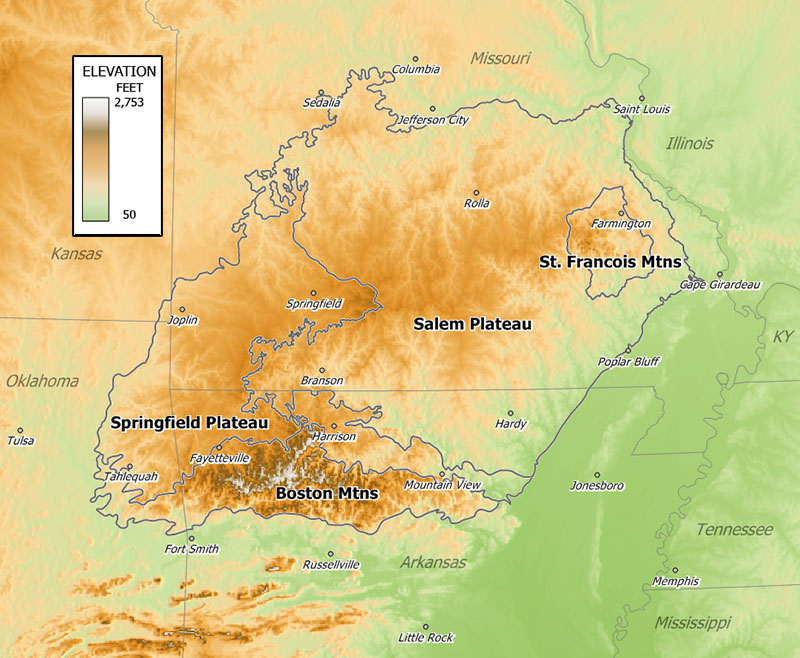
Topografisk karta över Ozarkbergen och dess delområden.

Ozarkbergen eller Ozarkplatån (engelska The Ozarks, Ozark Mountains eller Ozark Plateau) är ett höglandsområde i mellersta USA, främst i delstaterna Missouri och Arkansas men även i Oklahoma och Kansas. Området kännetecknas förutom av geologin av en särpräglad kultur.
Ozarkbergen omfattar en betydande del av norra Arkansas och större delen av Missouris södra halva, och sträcker sig från Interstate 40 i centrala Arkansas till Interstate 70 i centrala Missouri.
Ozarkbergen omfattar två bergskedjor: Bostonbergen i Arkansas och St. Francoisbergen i Missouri. Buffalo Lookout, som är den högsta punkten i Ozarkbergen, ligger i Bostonbergen. Ur geologisk synvinkel utgör området en bred dom med exponerad kärna i de gamla St. Francoisbergen. Ozarkbergen täcker nästan 120 000 kvadratkilometer, vilket gör dem till den största höglandsregionen mellan Appalacherna och Klippiga bergen. Tillsammans med Ouachitabergen går området under namnet U.S. Interior Highlands.
Salemplatån, vilken fått sitt namn efter staden Salem i Missouri, utgör det största geologiska området i Ozarkbergen. Det näst största området är Springfieldplatån, uppkallad efter staden  Springfield, som för övrigt kallas "Ozarkbergens drottning". Vid Ozarkbergens norra kant ligger städerna St. Louis och Columbia i Missouri. Bland de större städerna i Arkansasdelen av Ozarkbergen märks Fayetteville, Bentonville, Springdale, Eureka Springs och Fort Smith. Branson i Missouri, strax norr om delstatsgränsen mellan Arkansas och Missouri, är ett populärt turistmål och centrum för Ozarkbergens kultur.